# تازولول
تازولول وهو أحد حاصرات المستقبل بيتا الودي قد يستخدم في علاج بعض الأمراض القلبية الوعائية.